# Крез (департман)
Крез (фр. Creuse) департман је у централној Француској. Припада региону Нова Аквитанија, а главни град департмана (префектура) је Гере. Департман Крез је означен редним бројем 23. Његова површина износи 5.565 км². По подацима из 2010. године у департману Крез је живело 123.029 становника, а густина насељености је износила 22 становника по км².
Овај департман је административно подељен на:
- 2 округа
- 27 кантона и
- 260 општина.

## Демографија
| 1999.   | 2011.   |
| ------- | ------- |
| 124.470 | 122.560 |